# Wahlkreis Kilmarnock and Loudoun (House of Commons)
| Kilmarnock and Loudoun |
| ---------------------- |
| Kilmarnock and Loudoun |
| Gebildet               |
| 1983                   |
| Abgeordneter           |
| Alan Brown (SNP)       |
| Regionen               |
| East Ayrshire          |

Kilmarnock and Loudoun ist ein Wahlkreis für das Britische Unterhaus. Er wurde 1983 aus Teilen des aufgelösten Wahlkreises Kilmarnock gebildet. Kilmarnock and Loudoun deckt die nördliche Region der Council Area East Ayrshire mit der Stadt Kilmarnock ab. Im Zuge der Wahlkreisreform 2005 wurden Gebiete des aufgelösten Wahlkreises Carrick, Cumnock and Doon Valley zugeschlagen. Der Wahlkreis entsendet einen Abgeordneten.

## Wahlergebnisse

### Unterhauswahlen 1983
| Ergebnisse der Unterhauswahlen 1983 | Ergebnisse der Unterhauswahlen 1983 | Ergebnisse der Unterhauswahlen 1983 | Ergebnisse der Unterhauswahlen 1983 |
| Partei                              | Kandidat                            | Stimmen                             | %                                   |
| ----------------------------------- | ----------------------------------- | ----------------------------------- | ----------------------------------- |
| Labour                              | William McKelvey                    | 20.250                              | 43,6                                |
| Conservative                        | P.R. Leckie                         | 11.450                              | 24,7                                |
| SDP                                 | A.E. Ross                           | 10.545                              | 22,7                                |
| SNP                                 | C.D. Calman                         | 4165                                | 9,0                                 |

### Unterhauswahlen 1987
| Ergebnisse der Unterhauswahlen 1987 | Ergebnisse der Unterhauswahlen 1987 | Ergebnisse der Unterhauswahlen 1987 | Ergebnisse der Unterhauswahlen 1987 | Ergebnisse der Unterhauswahlen 1987 |
| Partei                              | Kandidat                            | Stimmen                             | %                                   | ±                                   |
| ----------------------------------- | ----------------------------------- | ----------------------------------- | ----------------------------------- | ----------------------------------- |
| Labour                              | William McKelvey                    | 23.713                              | 48,5                                | +4,9                                |
| Conservative                        | A.K. Bates                          | 9586                                | 19,6                                | −5,1                                |
| SNP                                 | George Leslie                       | 8881                                | 18,2                                | +9,2                                |
| SDP                                 | P. Kerr                             | 6698                                | 13,7                                | −9,0                                |

### Unterhauswahlen 1992
| Ergebnisse der Unterhauswahlen 1992 | Ergebnisse der Unterhauswahlen 1992 | Ergebnisse der Unterhauswahlen 1992 | Ergebnisse der Unterhauswahlen 1992 | Ergebnisse der Unterhauswahlen 1992 |
| Partei                              | Kandidat                            | Stimmen                             | %                                   | ±                                   |
| ----------------------------------- | ----------------------------------- | ----------------------------------- | ----------------------------------- | ----------------------------------- |
| Labour                              | William McKelvey                    | 22.210                              | 44,8                                | −3,7                                |
| SNP                                 | Alex Neil                           | 15.231                              | 30,7                                | +12,5                               |
| Conservative                        | Richard M. Wilkinson                | 9438                                | 19,0                                | −0,6                                |
| Liberal Democrats                   | Kate H.R. Philbrick                 | 2722                                | 5,5                                 | +5,5                                |

### Unterhauswahlen 1997
| Ergebnisse der Unterhauswahlen 1997 | Ergebnisse der Unterhauswahlen 1997 | Ergebnisse der Unterhauswahlen 1997 | Ergebnisse der Unterhauswahlen 1997 | Ergebnisse der Unterhauswahlen 1997 |
| Partei                              | Kandidat                            | Stimmen                             | %                                   | ±                                   |
| ----------------------------------- | ----------------------------------- | ----------------------------------- | ----------------------------------- | ----------------------------------- |
| Labour                              | Des Browne                          | 23.621                              | 49,8                                | +5,0                                |
| SNP                                 | Alex Neil                           | 16.365                              | 34,5                                | +3,8                                |
| Conservative                        | Douglas S. Taylor                   | 5125                                | 10,8                                | −8,2                                |
| Liberal Democrats                   | John David Stewart                  | 1891                                | 4,0                                 | −1,5                                |
| Referendum Party                    | William G. Sneddon                  | 284                                 | 0,6                                 | +0,6                                |
| Natural Law                         | William M.R. Gilmour                | 123                                 | 0,3                                 | +0,3                                |

### Unterhauswahlen 2001
| Ergebnisse der Unterhauswahlen 2001 | Ergebnisse der Unterhauswahlen 2001 | Ergebnisse der Unterhauswahlen 2001 | Ergebnisse der Unterhauswahlen 2001 | Ergebnisse der Unterhauswahlen 2001 |
| Partei                              | Kandidat                            | Stimmen                             | %                                   | ±                                   |
| ----------------------------------- | ----------------------------------- | ----------------------------------- | ----------------------------------- | ----------------------------------- |
| Labour                              | Des Browne                          | 19.926                              | 52,9                                | +3,1                                |
| SNP                                 | John Roderick M. Brady              | 9592                                | 25,5                                | −9,0                                |
| Conservative                        | Donald Hugh Reece                   | 3943                                | 10,5                                | −0,3                                |
| Liberal Democrats                   | John David Stewart                  | 3177                                | 8,4                                 | +4,4                                |
| Socialist                           | Jason Muir                          | 1027                                | 2,7                                 | +2,7                                |

### Unterhauswahlen 2005
| Ergebnisse der Unterhauswahlen 2005 | Ergebnisse der Unterhauswahlen 2005 | Ergebnisse der Unterhauswahlen 2005 | Ergebnisse der Unterhauswahlen 2005 | Ergebnisse der Unterhauswahlen 2005 |
| Partei                              | Kandidat                            | Stimmen                             | %                                   | ±                                   |
| ----------------------------------- | ----------------------------------- | ----------------------------------- | ----------------------------------- | ----------------------------------- |
| Labour                              | Des Browne                          | 20.976                              | 47,3                                | −5,6                                |
| SNP                                 | Daniel Coffey                       | 12.273                              | 27,7                                | +2,2                                |
| Conservative                        | Gary Smith                          | 5026                                | 11,3                                | +0,8                                |
| Liberal Democrats                   | Kevin R. Lang                       | 4945                                | 11,1                                | +2,7                                |
| Socialist                           | Hugh Kerr                           | 833                                 | 1,9                                 | +1,9                                |
| UKIP                                | Ronnie Robertson                    | 330                                 | 0,7                                 | +0,7                                |

### Unterhauswahlen 2010
| Ergebnisse der Unterhauswahlen 2010 | Ergebnisse der Unterhauswahlen 2010 | Ergebnisse der Unterhauswahlen 2010 | Ergebnisse der Unterhauswahlen 2010 | Ergebnisse der Unterhauswahlen 2010 |
| Partei                              | Kandidat                            | Stimmen                             | %                                   | ±                                   |
| ----------------------------------- | ----------------------------------- | ----------------------------------- | ----------------------------------- | ----------------------------------- |
| Labour                              | Cathy Jamieson                      | 24.460                              | 52,5                                | +5,2                                |
| SNP                                 | George Leslie                       | 12.082                              | 26,0                                | −1,7                                |
| Conservative                        | Janette McAlpine                    | 6592                                | 14,2                                | +2,9                                |
| Liberal Democrats                   | Sebastian M. Tombs                  | 3419                                | 7,3                                 | −3,8                                |

### Unterhauswahlen 2015
| Ergebnisse der Unterhauswahlen 2015 | Ergebnisse der Unterhauswahlen 2015 | Ergebnisse der Unterhauswahlen 2015 | Ergebnisse der Unterhauswahlen 2015 | Ergebnisse der Unterhauswahlen 2015 |
| Partei                              | Kandidat                            | Stimmen                             | %                                   | ±                                   |
| ----------------------------------- | ----------------------------------- | ----------------------------------- | ----------------------------------- | ----------------------------------- |
| SNP                                 | Alan Brown                          | 30.000                              | 55,7                                | +29,7                               |
| Labour                              | Cathy Jamieson                      | 16.362                              | 30,4                                | −22,1                               |
| Conservative                        | Brian Whittle                       | 6752                                | 12,5                                | −1,7                                |
| Liberal Democrats                   | Rod Ackland                         | 789                                 | 1,5                                 | −5,8                                |

### Unterhauswahlen 2017
| Ergebnisse der Unterhauswahlen 2017 | Ergebnisse der Unterhauswahlen 2017 | Ergebnisse der Unterhauswahlen 2017 | Ergebnisse der Unterhauswahlen 2017 | Ergebnisse der Unterhauswahlen 2017 |
| Partei                              | Kandidat                            | Stimmen                             | %                                   | ±                                   |
| ----------------------------------- | ----------------------------------- | ----------------------------------- | ----------------------------------- | ----------------------------------- |
| SNP                                 | Alan Brown                          | 19.690                              | 42,3                                | −13,4                               |
| Labour                              | Laura Dover                         | 13.421                              | 28,9                                | −1,5                                |
| Conservative                        | Alison Harper                       | 12.404                              | 26,7                                | +14,2                               |
| Liberal Democrats                   | Irene Lang                          | 994                                 | 2,1                                 | +0,6                                |

### Unterhauswahlen 2019
| Ergebnisse der Unterhauswahlen 2019 | Ergebnisse der Unterhauswahlen 2019 | Ergebnisse der Unterhauswahlen 2019 | Ergebnisse der Unterhauswahlen 2019 | Ergebnisse der Unterhauswahlen 2019 |
| Partei                              | Kandidat                            | Stimmen                             | %                                   | ±                                   |
| ----------------------------------- | ----------------------------------- | ----------------------------------- | ----------------------------------- | ----------------------------------- |
| SNP                                 | Alan Brown                          | 24.216                              | 50,8                                | +8,5                                |
| Conservative                        | Caroline Hollins-Martin             | 11.557                              | 24,3                                | −2,4                                |
| Labour                              | Kevin McGregor                      | 9009                                | 18,9                                | −10,0                               |
| Liberal Democrats                   | Edward Thornley                     | 2444                                | 5,1                                 | +3,0                                |
| Libertarian                         | Stef Johnstone                      | 405                                 | 0,9                                 | +0,9                                |